# Sankt Gallenkappel
Sankt Gallenkappel foi uma comuna da Suíça, no Cantão São Galo, com cerca de 1.747 habitantes. Estendia-se por uma área de 19,46 km², de densidade populacional de 90 hab/km². Confinava com as seguintes comunas: Ernetschwil, Eschenbach, Goldingen, Mosnang, Uznach, Wattwil.
A língua oficial nesta comuna era o Alemão.

## História
Em 1 de janeiro de 2013, passou a formar parte da comuna de Eschenbach.